# 2015 SW20
2015 SW20, também escrito como 2015 SW20, é um objeto transnetuniano que está localizado no Cinturão de Kuiper, uma região do Sistema Solar. Este corpo celeste é classificado como um cubewano. Ele possui uma magnitude absoluta de 6,4 e tem um diâmetro estimado com 231 km.

## Descoberta
2015 SW20 foi descoberto no dia 17 de setembro de 2015 pelo Calar Alto TNO Survey.

## Órbita
A órbita de 2015 SW20 tem uma excentricidade de 0,048 e possui um semieixo maior de 43,340 UA. O seu periélio leva o mesmo a uma distância de 41,268 UA em relação ao Sol e seu afélio a 45,412 UA.